# Liste der Biografien/Straz
Liste der Biografien |
Portal Biografien |
Personensuche
# |
A |
B |
C |
D |
E |
F |
G |
H |
I |
J |
K |
L |
M |
N |
O |
P |
Q |
R |
S |
T |
U |
V |
W |
X |
Y |
Z |
?
 
Sa |
Sb |
Sc |
Sd |
Se |
Sf |
Sg |
Sh |
Si |
Sj |
Sk |
Sl |
Sm |
Sn |
So |
Sp |
Sq |
Sr |
Ss |
St |
Su |
Sv |
Sw |
Sy |
Sz
 
Sta |
Ste |
Sth |
Sti |
Stj |
Stl |
Sto |
Str |
Sts |
Stt |
Stu |
Stv |
Stw |
Sty
 
Stra |
Strb |
Stre |
Strg |
Stri |
Strl |
Strm |
Strn |
Stro |
Strp |
Stru |
Stry |
Strz
 
Straa |
Strab |
Strac |
Strad |
Strae |
Straf |
Strag |
Strah |
Strai |
Straj |
Strak |
Stral |
Stram |
Stran |
Strap |
Stras |
Strat |
Strau |
Strav |
Straw |
Strax |
Stray |
Straz
Die Liste der Biografien führt alle Personen auf, die in der deutschsprachigen Wikipedia einen Artikel haben. Dieses ist eine Teilliste mit 13 Einträgen von Personen, deren Namen mit den Buchstaben „Straz“ beginnt.

## Straz

### Strazd
- Strazdas, Augustas (* 1980), litauischer Handballspieler
- Strazdina, Janete (* 1968), lettische Volleyballspielerin

### Straze
- Strazel, Matthew (* 2002), französischer Basketballspieler

### Strazi
- Stražičić, Nikola (1924–2018), jugoslawisch-kroatischer Geomorphologe, Meereskundler, Verkehrs- und Regionalwissenschaftler
- Strazimiri, Gani (1915–1993), albanischer Architekt und Maler

### Strazn
- Straznicky, Otto (1922–2017), Modelleisenbahnbauer

### Strazz
- Strazza, Ermenegildo (1899–1965), italienischer Autorennfahrer
- Strazza, Giovanni († 1875), italienischer BildhauerGiovanni Strazza († 1875)

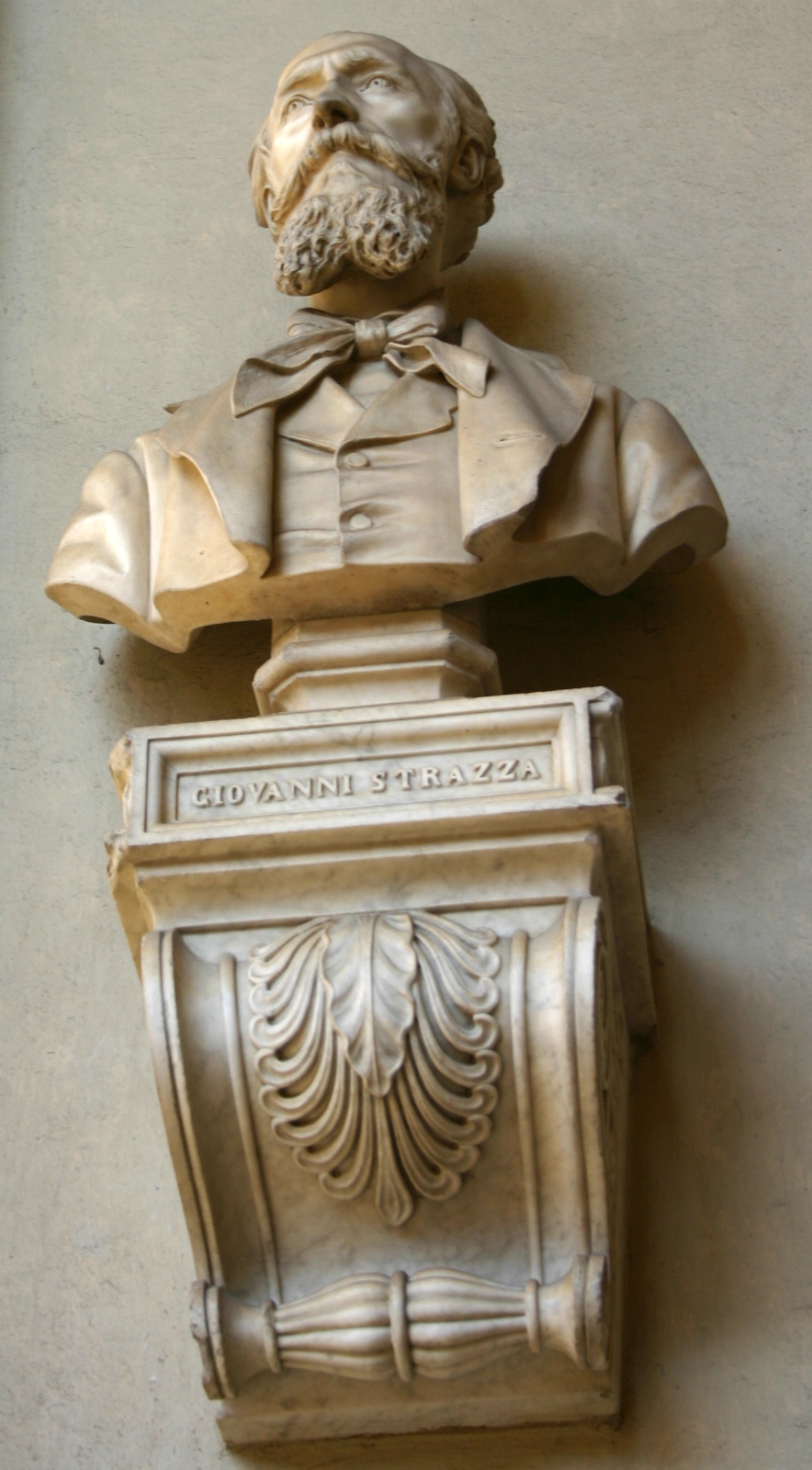
Giovanni Strazza († 1875)

- Strazzabosco, Michele (* 1976), italienischer Eishockeyspieler
- Strazzabosco, Stefano (* 1983), italienischer Grasskiläufer
- Strazzer, Massimo (* 1969), italienischer Radrennfahrer
- Strazzeri, Frank (1930–2014), US-amerikanischer Pianist des Modern Jazz
- Strazzulla, Chiara (* 1990), italienische Schriftstellerin